# Тета² Южного Креста
Тета² Южного Креста (θ2 Cru / Theta2 Crucis) — двойная звезда в созвездии Южного Креста. Пара звёзд совершает оборот по своей орбите за 3.4280 дня, эксцентриситет орбиты близок к 0.0. Theta2 удалена на примерно 750 световых лет от Солнца.
Общая видимая звёздная величина +4.72m (видна невооружённым глазом). Так как это переменная типа β Цефея, то её звёздная величина не постоянна и меняется между +4.70m и +4.74m с периодом 0.0889 дня. Система классифицируется как бело-голубой субгигант класса B2 IV.